# Piet De Koninck
Piet De Koninck (Aalst, 7 december 1966) is een Vlaams grafisch ontwerper. Hij is bekend als decorbouwer en creatief directeur van Studio 100. Hij werd al enkele malen bekroond, onder andere voor zijn decors van Daens (Vlaamse Musicalprijs 2009 Beste creatieve prestatie) en Pinokkio (beste decor 2008 Stichting Musical Awards van John Kraaijkamp in Amsterdam).

## Carrière
De Koninck volgde grafische vormgeving aan de hogeschool Sint-Lucas. Daarna was hij eerst werkzaam bij een firma te Waver, waar hij vooral werkte aan attracties voor het nabijgelegen pretpark Walibi Belgium. Hij maakte er zijn eerste grote 3D-reclameprojecten. Nadien werkte hij voor de pretparken de Efteling (Pandadroom) en voor de Meli in De Panne. Hij werd vrij snel gecontacteerd om de pas opgerichte Studio 100 te vergezellen en ontwierp zowat alle attracties van Plopsaland De Panne. Hij ontwierp de decors voor de vele Samson en Gert-kerstshows, de Piet Piraat-specials, de vele Studio 100-films en de musicals. Plopsa Indoor Hasselt en Plopsa Indoor Coevorden werden door hem ontworpen. Hij werkte ook mee aan de ontwikkeling van Plopsa Coo en tekende de nieuwe attracties voor Holiday Park. Ook het waterpark Plopsaqua en het nieuwe Mayaland Kownaty in Polen zijn van zijn hand.

## Privé
De Koninck is gehuwd en woont in Baardegem. Samen met zijn echtgenote is hij ook actief in het amateurtoneel.